# Georg Kothera
Georg Kothera (Oberoderwitz, 3 september 1921 – Seeshaupt, 13 juli 1985) was een Duitse componist, arrangeur, pianist en fagottist.

## Levensloop
Kothera kreeg van zijn vader de eerste muziekles. Later kreeg hij pianoles bij J.J. Sommer in Zittau. Hij studeerde aan de Hochschule der Künste in Berlijn. Gedurende de Tweede Wereldoorlog was hij fagottist in een militaire muziekkapel van het Duitse leger. Na de oorlog vertrok hij naar de Duitse deelstaat Beieren en werkte daar als muzikant in verschillende harmonieorkesten, zoals de Musikkapelle Seeshaupt.
Als componist schreef hij werken voor verschillende genres, vooral voor orkest, harmonieorkest, vocale muziek en kamermuziek. Als componist was hij bijvoorbeeld met de Musikkapelle Partenkirchen e.V. verbonden.

## Composities

### Werken voor orkest
- 1959 Kedvesem, Hongaars lied en csárdás voor zangstem en orkest
- 1966 Erinnerung an Budapest, lied en csárdás voor zangstem en orkest
- 1968 Fernanda, voor orkest

### Werken voor harmonieorkest
- 1966 Frischer Wind, intermezzo voor 3 trompetten en harmonieorkest
- 1966 In Oberbayern, Ländler-Potpourri
- 1966 Raucher-Polka
- 1966 Unterm Illingstoa
- 1973 Junge Welt, ouverture
- 1975 Frohe Zeit
- 1975 Kleine Fische, intermezzo
- 1975 Pax vobis!, treurmars
- 1975 Resurrectio, treurmars
- 1975 Über den Wolken, ouverture
- 1975 Vita aeterna, treurmars
- 1976 Bergland-Marsch
- 1976 Der Tambourmajor, mars
- 1976 Trompeten voran, voor 1-4 trompetten en harmonieorkest
- 1976 Wetterstein-Marsch
- 1976 Zu diesem festlichen Tag (Ad eum diem festum), hymne
- 1977 Bergfest-Marsch
- 1977 Mit Lust und Liebe, voor tuba en harmonieorkest
- 1983 Bavaria-Ouverture
- Auf geht's
- Auf zur Jagd, fantasie
- Curling Festival
- In memoriam, treurmars
- Junge Welt

### Vocale muziek

#### Liederen
- 1967 Meine Glückszahl, voor zangstem en piano

### Kamermuziek
- 1979 50 rhythmisch-harmonische Übungen, voor 3 blaasinstrumenten